# DR-DOS
DR-DOS (она же Novell DOS и OpenDOS) — совместимая с MS-DOS дисковая операционная система, разработанная компанией Digital Research и унаследовавшая многие черты своей предшественницы — операционной системы CP/M.

## История
Первая версия DR-DOS вышла в 1988 году. Номер версии был выбран так, чтобы быть близким на тот момент к соответствующей версии MS-DOS. Таким образом, первой версией DR-DOS стала версия 3.41.
Следующим значимым релизом DR-DOS стала версия 5.0, выпущенная в мае 1990 года. Она предлагала большое количество улучшений по сравнению с предыдущими версиями DR-DOS и MS-DOS. В число этих улучшений входили файловый менеджер с графическим пользовательским интерфейсом, улучшенное управление памятью и возможность кешировать информацию с жёстких и гибких дисков в оперативной памяти.
Версия DR-DOS 6.0 вышла в 1991 году. Среди новых возможностей были прозрачное для пользователя и программ сжатие данных на жёстком диске «на лету» и поддержка многозадачности, для чего был введён специальный API.
Позже, в том же 1991 году, компания Digital Research была куплена компанией Novell, которая переименовала DR-DOS в Novell DOS, и в свет вышла версия Novell DOS 6.0, а следом Novell DOS 7.0.
Далее права на Novell DOS были выкуплены у Novell компанией Caldera, которая выпустила версию 7.01, исправлявшую большое количество ошибок, присутствовавших в версии 7.0, и открыла исходный код системы для некоммерческого использования, а следом выпустила и OpenDOS 7.02.
Далее права на OpenDOS снова перешли уже к другой компании — Lineo, которая переименовала OpenDOS 7.02 снова в DR-DOS 7.02 и выпустила DR-DOS 7.03. Следующий владелец — компания Devicelogics — выпустила новую, но уже коммерческую версию DR-DOS 8.0, которую на текущий момент продаёт производителям оборудования и всем желающим.
| Digital Research | Novell       | Caldera      | Lineo       | Devicelogics |
| ---------------- | ------------ | ------------ | ----------- | ------------ |
| DR-DOS 3.41      | -            | -            | -           | -            |
| DR-DOS 5         | -            | -            | -           | -            |
| DR-DOS 6         | Novell DOS 6 | -            | -           | -            |
|                  | Novell DOS 7 | -            | -           | -            |
|                  |              | OpenDOS 7.01 | -           | -            |
|                  |              | OpenDOS 7.02 | DR-DOS 7.02 | -            |
|                  |              |              | DR-DOS 7.03 | DR-DOS 7.03  |
|                  |              |              |             | DR-DOS 8.0   |